# Futbol'nyj Klub Dynamo Kyïv 1985
Questa voce raccoglie le informazioni riguardanti il Futbol'nyj Klub Dynamo Kyïv, meglio conosciuta come Dinamo Kiev, nelle competizioni ufficiali della stagione 1985.

## Stagione
Nella stagione 1985 la Dinamo Kiev vinse il suo undicesimo titolo nel campionato sovietico. In coppa la Dinamo Kiev fu eliminata ai rigori dallo Spartak Mosca agli ottavi di finale. In Coppa delle Coppe la Dinamo giunse fino in finale e trionfò contro gli spagnoli dell'Atlético Madrid.

## Maglie e sponsor
| Casa | Trasferta |

## Rosa
| N. |                             | Ruolo | Calciatore           |
| -- | --------------------------- | ----- | -------------------- |
| -  | Unione Sovietica (bandiera) | P     | Viktor Čanov         |
| -  | Unione Sovietica (bandiera) | P     | Mychajlo Mychajlov   |
| -  | Unione Sovietica (bandiera) | D     | Anatolij Dem"janenko |
| -  | Unione Sovietica (bandiera) | D     | Oleh Kuznjecov       |
| -  | Unione Sovietica (bandiera) | D     | Volodymyr Bezsonov   |
| -  | Unione Sovietica (bandiera) | D     | Ruslan Kolokolov     |
| -  | Unione Sovietica (bandiera) | D     | Serhij Baltača       |
| -  | Unione Sovietica (bandiera) | D     | Volodymyr Gorilyi    |
| -  | Unione Sovietica (bandiera) | D     | Serhiy Protsyuk      |
| -  | Unione Sovietica (bandiera) | C     | Viktor Moroz         |

| N. |                             | Ruolo | Calciatore            |
| -- | --------------------------- | ----- | --------------------- |
| -  | Unione Sovietica (bandiera) | C     | Andrej Bal'           |
| -  | Unione Sovietica (bandiera) | C     | Vasyl' Rac            |
| -  | Unione Sovietica (bandiera) | C     | Pavel Jakovenko       |
| -  | Unione Sovietica (bandiera) | C     | Vadym Jevtušenko      |
| -  | Unione Sovietica (bandiera) | C     | Oleksij Mychajlyčenko |
| -  | Unione Sovietica (bandiera) | C     | Oleksandr Zavarov     |
| -  | Unione Sovietica (bandiera) | C     | Ivan Jaremčuk         |
| -  | Unione Sovietica (bandiera) | A     | Oleh Blochin          |
| -  | Unione Sovietica (bandiera) | A     | Ihor Bjelanov         |
| -  | Unione Sovietica (bandiera) | A     | Oleksandr Šerbakov    |

## Risultati

### Superliga

#### Girone di andata
| Arbitro: | Butenko (Mosca) |

|           |           |                |
| Taran 84’ | Marcatori | 73’ Jevtušenko |

| Arbitro: | Doronin (Mosca) |

|  |           |                                       |
|  | Marcatori | 3’ Zavarov 37’ Blochin 74’ Demianenko |

| Arbitro: | Mil'čenko (Sukhumi) |

|                    |           |                          |
| Blochin 15’ (rig.) | Marcatori | 65’ Petrakov 74’ Kruglov |

| Arbitro: | Žuk (Minsk) |

|                                  |           |  |
| Mychajlyčenko 44’ Demianenko 79’ | Marcatori |  |

| Arbitro: | Spirni (Mosca) |

|                                           |           |  |
| Rac 56’ Blochin 60’ (rig.) Demianenko 82’ | Marcatori |  |

| Arbitro: | Butenko (Mosca) |

|                      |           |                   |
| Kravčenko 84’ (rig.) | Marcatori | 10’, 60’ Bjelanov |

| Arbitro: | Žuk (Minsk) |

|              |           |                                     |
| Karataev 80’ | Marcatori | 13’ (rig.) Bjelanov 65’ Dem"janenko |

| Arbitro: | Juška (Vilnius) |

|                        |           |             |
| Dem"janenko 55’ (rig.) | Marcatori | 40’ Kisten' |

| Arbitro: | Kirillov (Mosca) |

|                                                   |           |  |
| Bjelanov 45’ Blochin 52’ (rig.) Mychajlyčenko 90’ | Marcatori |  |

| Rostov sul Don 14 maggio 1985 11ª giornata | SKA Rostov     | 0 – 0 referto | Dinamo Kiev | Stadio SKA SKVO (11 500 spett.)\| Arbitro: \| Spirin (Mosca) \| |
| Arbitro:                                   | Spirin (Mosca) |               |             |                                                                 |

| Arbitro: | Juška (Vilnius) |

|            |           |                                  |
| Minaev 47’ | Marcatori | 14’ Zavarov 33’ Bjelanov 37’ Rac |

| Arbitro: | Timošenko (Rostov sul Don) |

|                   |           |  |
| Bjelanov 12’, 51’ | Marcatori |  |

| Arbitro: | Doronin (Mosca) |

|                          |           |              |
| Zavarov 52’, 68’ Rac 64’ | Marcatori | 53’ Dmitriev |

| Arbitro: | Muškovec (Mosca) |

|                       |           |          |
| Mxit'aryan 76’ (rig.) | Marcatori | 59’ Bal' |

| Arbitro: | Žuk (Minsk) |

|                       |           |         |
| Ponomaryov 31’ (rig.) | Marcatori | 39’ Rac |

| Arbitro: | Savčenko (Mosca) |

|                      |           |  |
| Rac 35’ Bjelanov 63’ | Marcatori |  |

| Arbitro: | Čekoev (Ordžonikidze) |

|                 |           |  |
| Dem"janenko 25’ | Marcatori |  |

#### Girone di ritorno
| Kiev 5 luglio 1985 19ª giornata | Dinamo Kiev     | 0 – 0 referto | Dnepr | Stadio della Repubblica (67 000 spett.)\| Arbitro: \| Butenko (Mosca) \| |
| Arbitro:                        | Butenko (Mosca) |               |       |                                                                          |

| Arbitro: | Chochrjakov (Joškar-Ola) |

|  |           |              |
|  | Marcatori | 82’ Pasul'ko |

| Arbitro: | Mil'čenko (Sukhumi) |

|                             |           |               |
| Volgin 75’ Pechlevanidi 80’ | Marcatori | 74’ Kuznjecov |

| Arbitro: | Abgol'c (Alma-Ata) |

|             |           |                                                     |
| Redkous 36’ | Marcatori | 13’ (rig.) Bjelanov 32’, 48’ Zavarov 82’ Jevtušenko |

| Arbitro: | Čekoev (Ordžonikidze) |

|                           |           |                         |
| Lozyns'kyj 6’ Bondar' 30’ | Marcatori | 62’ (rig.), 64’ Blochin |

| Arbitro: | Chochrjakov (Joškar-Ola) |

|                                                  |           |  |
| Jevtušenko 17’ Blochin 36’, 57’, 64’ Zavarov 72’ | Marcatori |  |

| Arbitro: | Doronin (Mosca) |

|                             |           |  |
| Jevtušenko 47’ Jaremčuk 88’ | Marcatori |  |

| Arbitro: | Miminoshvili (Tbilisi) |

|  |           |                            |
|  | Marcatori | 33’ Jevtušenko 51’ Blochin |

| Arbitro: | Kirillov (Mosca) |

|                 |           |  |
| Baranauskas 39’ | Marcatori |  |

| Arbitro: | Spirin (Mosca) |

|                                              |           |                           |
| Bjelanov 36’, 48’ Baltača 37’ Jevtušenko 65’ | Marcatori | 84’ Glušakov 87’ Šinkarëv |

| Arbitro: | Žuk (Minsk) |

|                             |           |  |
| Zavarov 29’ Dem"janenko 32’ | Marcatori |  |

| Arbitro: | Chochrjakov (Joškar-Ola) |

|              |           |                              |
| Rodionov 90’ | Marcatori | 63’ Jaremčuk 70’ Dem"janenko |

| Arbitro: | Ragimov (Baku) |

|                |           |                |
| Klement'ev 54’ | Marcatori | 30’ Jevtušenko |

| Arbitro: | Galikov (Leningrado) |

|                                         |           |  |
| Blochin 57’ Jevtušenko 70’, 90’ Rac 79’ | Marcatori |  |

| Arbitro: | Žuk (Minsk) |

|                          |           |             |
| Blochin 40’ Jaremčuk 63’ | Marcatori | 37’ Cavadov |

| Arbitro: | Chusainov (Mosca) |

|                         |           |                |
| Svanadze 36’ Guruli 78’ | Marcatori | 80’ Jevtušenko |

| Arbitro: | Chorlin (Mosca) |

|                         |           |                     |
| Zhorzhikashvili 6’, 46’ | Marcatori | 12’ (aut.) Paikidze |

### Coppa dell'URSS
| Arbitro: | Savčenko (Mosca) |

|                                                 |           |                                  |
| Jevtušenko 40’ Rac 41’ Blochin 45’ Jaremčuk 59’ | Marcatori | 34’ (rig.) Agaškov 75’ Andrjejev |

| Arbitro: | Chochrjakov (Joškar-Ola) |

|                                            |                      |                                                      |
| Čerenkov 34’, 35’ (rig.) Rodionov 93’      | Marcatori            | 4’ Demianenko 57’ Jakovenko 97’ Bjelanov             |
| Čerenkov Šavlo Sočnov B. Kuznecov Gavrilov | Tiri di rigore 4 – 3 | Bjelanov Mychajlyčenko Demianenko Jakovenko Jaremčuk |

### Coppa delle Coppe
| Arbitro: | Fernandes Nazaré |

|                        |           |                |
| Kruys 40’ van Loen 63’ | Marcatori | 82’ Demianenko |

| Arbitro: | Tokat |

|                                                    |           |              |
| Blochin 9’ Jaremčuk 19’ Zavarov 55’ Jevtušenko 60’ | Marcatori | 8’ de Kruijk |

| Arbitro: | Zhezhov |

|                      |           |                  |
| Bâcu 12’, 82’ (rig.) | Marcatori | 16’, 24’ Zavarov |

| Arbitro: | Németh |

|                                    |           |  |
| Rac 5’ Bjelanov 11’ Demianenko 12’ | Marcatori |  |

| Arbitro: | Vautrot |

|               |           |                                         |
| Willfurth 84’ | Marcatori | 56’, 61’ Bjelanov 68’ Rac 74’ Jakovenko |

| Arbitro: | Bridges |

|                                                                 |           |               |
| Jaremčuk 7’, 32’ Bjelanov 10’ (rig.) Blochin 43’ Jevtušenko 79’ | Marcatori | 39’ Halilović |

| Arbitro: | dos Santos |

|                             |           |  |
| Blochin 7’, 37’ Zavarov 35’ | Marcatori |  |

| Arbitro: | Igna |

|          |           |                     |
| Kříž 70’ | Marcatori | 63’ (rig.) Bjelanov |

| Arbitro: | Wöhrer |

|                                       |           |  |
| Zavarov 5’ Blochin 85’ Jevtušenko 88’ | Marcatori |  |

## Statistiche

### Statistiche di squadra
| Competizione      | Punti | Totale | Totale | Totale | Totale | Totale | Totale | DR  |
| Competizione      | Punti | G      | V      | N      | P      | Gf     | Gs     | DR  |
| ----------------- | ----- | ------ | ------ | ------ | ------ | ------ | ------ | --- |
| Vysšaja Liha      | 48    | 34     | 20     | 8      | 6      | 64     | 26     | +38 |
| Coppa dell'URSS   | -     | 2      | 1      | 1      | 0      | 7      | 5      | +2  |
| Coppa delle Coppe | -     | 9      | 6      | 2      | 1      | 26     | 8      | +18 |
| Totale            | 48    | 45     | 27     | 11     | 7      | 97     | 39     | +58 |